# Мариус и Жаннетт (фильм)
«Мариус и Жаннетт» (фр. Marius et Jeannette) — французский фильм, кинорежиссёра Робера Гедигяна, поставленный в 1997 году. Фильм получил премию «Люмьер» за лучший фильм года и был номинирован в семи категориях на премию «Сезар», в одной из которых победил.

## Сюжет
Жаннетт живёт в рабочем районе Марселя и сама воспитывает двоих детей. Её небольшой зарплаты едва хватает, чтобы сводить концы с концами. Однажды она отправляется на заброшенный цементный завод и там в не совсем приятных обстоятельствах знакомится с Мариусом, который живёт здесь и работает сторожем. Их встреча будет непростой, поскольку кроме трудностей, связанных с социальным положением, жизнь когда-то очень ранила каждого из них…

## В ролях
| Актёр              | Роль    |
| ------------------ | ------- |
| Ариан Аскарид      | Жаннетт |
| Жерар Мейлан       | Мариус  |
| Паскаль Робер      | Каролин |
| Жак Буде           | Жюстен  |
| Фредерика Бонналь  | Моник   |
| Жан-Пьер Дарруссен | Деде    |